# ソロリサイド
ソロリサイド（英: Sororicide、ラテン語のsoror "姉妹" + -cide、caedere "切り倒す、殺す"に由来）は、自分の姉妹を殺害する行為。
青年期や青年期前でさえも、ソロリサイド及びフラトリサイドの例が数多くある。兄弟姉妹間の競争と実際の物理的攻撃力が釣り合わず、何れかの死を招くことがある。特に有用な武器が入手可能な場合や、一方がかなり年上で自らの強さを誤って判断した場合は特にそうである。

## 既知または可能性がある例
- エジプトのベレニケ4世は、紀元前57年に彼女の姉妹クレオパトラ6世トリュファイナを毒殺したと考えられている。彼女は後に彼女の父、プトレマイオス12世の命令で斬首された。
- エジプトのクレオパトラ7世は、彼女の姉妹であるアルシノエ4世の処刑を要求した。これは紀元前41年に、彼女の恋人マルクス・アントニウスの命令の下で行われた。
- 歴史家スエトニウスによると、ローマ皇帝カリグラは、西暦38年に彼の妹ユリア・ドルシッラが彼の子供を妊娠していたことを知った後、妹を殺害した。
- ローマ皇帝コンモドゥスは、姉が元老院と共謀して自分を倒そうとしていると信じ込み、西暦182年に彼の姉ルキッラ（英語版）の処刑を命じた。
- イタリアの詩人、イザベラ・モラ（英語版）は、結婚した貴族との間に疑惑を持たれ、1546年頃、兄弟たちによって殺害された。彼らもまた殺害された[1]。
- ロナルド・デフェオ・ジュニアは、1974年、2人の妹アリソンとドーンを射殺した。この殺人事件は、『悪魔の棲む家』の本や映画のインスピレーションとなった。
- アクサ・パーベス（英語版）は2007年、カナダで彼女の兄弟に殺害された。